# Elisabeth Becker
Elisabeth Becker   (Gmina Nowy Staw, 20 de juliol de 1923 - Biskupia Górka, 4 de juliol de 1946) fou una nazi alemanya, guardiana del camp de concentració de Stutthof durant la Segona Guerra Mundial.

## Biografia
Becker nasqué a Neuteich, a la Ciutat Lliure de Danzig (avui Nowy Staw, Polònia), en una família alemanya. L'any 1936, amb 13 anys, s'uní a la Lliga de Noies Alemanyes. El 1938 es convertí en cuinera a Danzig. L'any 1939, els alemanys arribaren a la ciutat i, segons els informes, Becker s'adaptà amb èxit. El 1940 començà a treballar per la marca Dokendorf a Neuteich, on estigué contractada fins a 1941, quan es convertí en assistent d'agricultura a Danzig.
L'any 1944, les SS necessitaven més guàrdies al camp de concentració de Stutthof, i Becker fou convocada per al servei. Arribà a Stutthof el 5 de setembre de 1944 per a començar a entrenar com a guardiana de camp (SS Aufseherin). Més tard, treballà en el campament de dones de Stutthof a SK-III. Allà seleccionà personalment a dones i nens per a ingressar-los a les cambres de gas.

### Post-guerra
Becker fugí del campament el 15 de gener de 1945 i tornà a la seva llar de Neuteich. El 13 d'abril, la policia polonesa la detingué i l'empresonà tot esperant a ser jutjada. El judici de Stutthof començà a Danzig el 31 de maig de 1946 amb cinc dones de les SS i diversos kapos com a acusats. Becker, juntament amb els altres deu acusats, fou condemnada a mort. Envià diverses cartes al president polonès Bolsław Bierut sol·licitant-li el perdó i al·legant que les seves accions no foren tan severes com les de Gerda Steinhoff o Jenny-Wanda Barkmann. No s'emeté cap indult al seu favor i fou penjada públicament el 4 de juliol de 1946 a Biskupia Górka amb els altres deu supervisors i kapos de les SS. Segons les imatges de la seva execució, sembla que es trencà el coll i quedà ràpidament inconscient, a diferència d'altres guàrdies condemnats.